# Mikołaj Trąba
Mikołaj Trąba, il cui "cognome" deriva dalla casata dei Trąby (Sandomierz, 1358 – 2 dicembre 1422), è stato un arcivescovo cattolico polacco, notaio reale dal 1390, vice cancelliere della corona (1403–1412), arcivescovo di Halyč (1410–1412), arcivescovo di Gniezno dal 1412 e primo primate della Polonia (1417–1422).

## Biografia
Nato a Sandomierz, era figlio del sacerdote Jakub del Collegio capitolare e vantava origini aristocratiche.

### Consigliere di Ladislao II Jagellone
Fu uno dei consiglieri del re di Polonia, Jogaila (divenuto noto negli atti polacchi dopo il suo battesimo come Ladislao II Jagellone), diventando suo confessore nel 1386 e accompagnandolo durante il suo ritorno in Lituania per avviare il processo di cristianizzazione nel 1387. A corte, Trąba godette dei titoli di notaio reale dal 1390 e vice cancelliere della Corona dal 1403 al 1412. Nel 1391, con l'aiuto della regina Edvige di Polonia, papa Bonifacio IX gli consentì di accedere agli ordini sacri superiori. Si distinse presto per la sua strenua opposizione alle politiche dei cavalieri teutonici e divenne consigliere di fiducia del sovrano, che spesso discuteva i suoi piani solo con lui e suo cugino Vitoldo il Grande.
Trąba accompagnò il re in molti campi di lotta, inclusa la battaglia di Grunwald nel 1410, dove figurava tra lo stuolo di ecclesiastici e funzionari al suo seguito. Grazie al sostegno di Ladislao II Jagellone, divenne vescovo di Halyč dal 1410 al 1412 e successivamente arcivescovo di Gniezno dal 1412 in poi.

### Concilio di Costanza
Come capo della delegazione polacca al concilio di Costanza (1414-1418) (insieme ad Andrzej Łaskarz, Jakub z Korzkwi Kurdwanowski, Paweł Włodkowic e Zawisza Czarny), faceva parte della più ampia delegazione tedesca. Dopo il loro arrivo a Costanza nel 1415, Trąba fu, secondo Jan Długosz, per un breve periodo considerato tra i candidati al soglio pontificio, sebbene gli storici discutano ancora sull'attendibilità di queste informazioni. Di certo Trąba abbandonò temporaneamente il suo sostegno alla causa polacca, sostenendo il candidato filo-teutonico Oddone Colonna, il futuro papa Martino V contro l'antipapa fedele a Ladislao Giovanni XXIII. Ciò gli causò in seguito problemi in Polonia, se si considera inoltre il fatto che non riservò alcuna critica alla sentenza emessa con riferimento a Jan Hus, i cui seguaci si facevano chiamare hussiti; a quel punto, si sollevarono delle perplessità su dove riservasse la sua fiducia, se alla Polonia o alla Boemia, soprattutto se contrastato con la forte difesa di Hus da parte di Włodkowic.
Egli criticò fortemente pure il matrimonio del re Ladislao con la quarantacinquenne Elisabetta di Pilica e il suo principale rivale, l'arcivescovo di Leopoli, Jan di Rzeszów, che anziché spostarsi nell'odierna città ucraina rimase a Cracovia. Alcuni ipotizzano che la sua condotta indecifrabile fosse motivata dal desiderio di diventare papa, poiché confidava che, una volta giunto a Roma, avrebbe annullato tutti i danni causati dalle sue posizioni di incertezza. Altri storici ritengono che fece prevalere la sua volontà di arrestare lo Scisma d'Occidente sul bene del suo paese. Nel 1418 papa Martino V fu eletto a tale ufficio, e presto annullò le bolle pontificie di Giovanni XXIII in cui si prendevano le parti della Polonia nella disputa contro lo Stato monastico.
Mikołaj e altri membri della delegazione polacca si sentirono traditi e chiesero dei risarcimenti, invocando un'udienza papale. Alla fine, papa Martino condannò alcune delle dichiarazioni più intimidatorie e "anti-polacche" dei cavalieri teutonici, in particolare quella di Giovanni di Falkenberg. Fu offerto a Trąba il titolo di cardinale come consolazione, sebbene Mikołaj rifiutò, non volendo diventare un servitore così stretto del nuovo pontefice, accettando in cambio la carica onoraria di primate di Polonia (Primas Regni); da allora, tutti gli arcivescovi di Gniezno rivestirono anche la funzione di primati della Polonia, elevandoli di fatto al di sopra degli arcivescovi di Leopoli. In Polonia, il titolo di primate acquistò molta importanza, poiché questa figura presiedeva sinodi locali, incoronava re ed esercitava le funzioni di monarca qualora il capo di stato non fosse presente (un po' come l'interrex in epoca romana).

### Ulteriori polemiche
Al suo ritorno in Polonia, Trąba dovette affrontare molteplici sfide, tra cui l'accusa di tradimento, soprattutto da parte delle frange della nobiltà anti-clericali: ciononostante, alla fine, riuscì a scagionare il suo nome e, ironicamente, a difenderlo fu uno dei suoi rivali da lui criticato a Costanza, ossia l'arcivescovo Jan di Rzeszów.

## Lascito
Trąba ordinò la realizzazione del manoscritto Cronica conflittus Wladislai regis Poloniae cum cruciferis, Anno Christi 1410 e promulgò gli statuti che portavano il suo nome nel 1420. Questi documenti introdussero un corpo importante di precetti legali rimasto vigente per molti secoli.
Mentre era impegnato in una missione diplomatica con Sigismondo di Lussemburgo, imperatore del Sacro Romano Impero, morì nel 1422; il suo corpo fu a Gniezno dal cavaliere Jan di Tuliszków e Trąba fu sepolto nella cattedrale di Gniezno.
Il 22 aprile 2017 è stata emessa dalla Poczta Polska, il servizio postale nazionale, la cartolina Cp 1772 dedicata al "600º anniversario della costituzione del titolo di Primate in Polonia", che nella parte illustrativa mostra l'arcivescovo Mikołaj Trąba: l'immagine impiegata è ripresa dall'opera di Jan Długosz, conservata nella collezione della Biblioteca Nazionale di Varsavia.